# Hyperaspis lateralis
Hyperaspis lateralis är en skalbaggsart som beskrevs av Étienne Mulsant 1850. Hyperaspis lateralis ingår i släktet Hyperaspis och familjen nyckelpigor. Inga underarter finns listade i Catalogue of Life.